# Auriglobus amabilis
Auriglobus amabilis es una especie de peces de la familia Tetraodontidae en el orden de los Tetraodontiformes.

## Morfología
Los machos pueden llegar alcanzar los 7 cm de longitud total.

## Alimentación
Come larvas de insectos acuáticos.

## Hábitat
Es un pez de mar de clima tropical y pelágico.

## Distribución geográfica
Se encuentran en Asia: Indonesia.